# 黒田祥子
黒田 祥子（くろだ さちこ、1971年 - ）は、日本の経済学者。博士（経済学）（慶應義塾大学・論文博士・2009年）。早稲田大学教授。専門は、労働経済学・応用ミクロ経済学。

## 略歴
1994年慶應義塾大学経済学部卒業。1999年青山学院大学大学院国際政治経済学研究科修士課程修了。2009年慶應義塾大学より博士（経済学）の学位を取得。
1994年日本銀行入行。日本銀行金融研究所にて経済分析に従事したのち、2006年一橋大学経済研究所助教授、2007年特任准教授。2009年東京大学社会科学研究所准教授。2011年早稲田大学教育・総合科学学術院准教授、2014年教授。
父親は慶応義塾大学商学部名誉教授の黒田昌裕。

## 著作

### 単著
- 『通貨当局の外為市場介入への応用』（日本銀行金融研究所, 1997年）

### 共著
- （坂野慎哉, 鈴木有美, 蓑谷千凰彦）『応用計量経済学 III』（多賀出版, 2004年）
- （山本勲）『デフレ下の賃金変動』（東京大学出版会, 2006年）
- （山本勲）『労働時間の経済分析』（日本経済新聞出版社, 2014年） - 第57回日経・経済図書文化賞受賞